# Eucharia festiva
Eucharia festiva är en fjärilsart som beskrevs av Hüfnagel 1766. Eucharia festiva ingår i släktet Eucharia och familjen björnspinnare. Inga underarter finns listade i Catalogue of Life.